# عبده مواسم (فلم)
عبده مواسم  هو فيلم مصري من إنتاج 2006، من تأليف أحمد ثابت وإخراج وائل شركس.
تاريخ صدور الفيلم يوافق عشية عيد الفطر في مصر 1427 هـ.

## قصة الفيلم
تدور أحداث الفيلم حول «عبده» وهو شاب بسيط يحيا في حي شعبي، ورغم ظروفه المتواضعة لكنه لا يستسلم للمشاكل المحيطة به وخاصة البطالة فيقرر أن يعمل في أي شيء وكل شيء حتى لو كان العمل موسميا ومن هنا لقبه أهله وجيرانه بعبده مواسم.
عبده أيضا يعشق الملاكمة ويمارسها منذ صغره لكنه ينظر إليها على أنها عمل موسمي مثل باقي أعماله إلى أن تكتشفه باحثة تقوم بعمل رسالة دكتوراه في إعداد البطل الرياضي وتطبق رسالتها عليه حتى يتحول إلى بطل رياضي عظيم.

## طاقم التمثيل
- محمد لطفي
- علا غانم
- مها أحمد
- ميرنا المهندس
- شاندو
- وحيد سيف
- ياسر فرج
- حجاج عبد العظيم
- محمد شرف
- سليمان عيد
- محمد أبو داود
- محمود أبو زيد
- فادي خفاجة

## روابط خارجية
- مقالات تستعمل روابط فنية بلا صلة مع ويكي بيانات